# Şaban Baran
Şaban Baran (spreek uit als: Sjaaban Baran) (Boğazlıyan, Turkije, 20 december 1970) is een Duits-Turkse crimineel die in Nederland veroordeeld is voor poging tot moord en vrouwenhandel. Hij kwam in het nieuws toen hij ontsnapt was naar Turkije nadat hij van het gerechtshof in Arnhem een week verlof had gekregen om naar zijn vrouw en pasgeboren kind te gaan. In de Nederlandse pers wordt hij vaak aangeduid als Saban B.
Baran heeft zich jarenlang met een groep criminelen beziggehouden met het tot prostitutie dwingen van meisjes. De meisjes moesten het verdiende geld aan hem afstaan. Als de vrouwen weigerden, wilden vluchten of te weinig geld opbrachten, werden ze zwaar mishandeld of verhandeld aan andere pooiers. Deze zaak werd door de politie de zaak-Sneep genoemd. Voor burgemeester Aleid Wolfsen was dit in juli 2013 aanleiding tot sluiting van prostitutieboten aan het Utrechtse Zandpad.
Voor de zaak-Sneep is Baran op 11 juli 2008 door de rechtbank in Almelo veroordeeld tot zeven jaar en zes maanden cel, na een eis van twaalf jaar. De rechtbank achtte bewezen dat hij zich schuldig had gemaakt aan vrouwenhandel, mishandeling en het leidinggeven aan een criminele organisatie. Baran en het Openbaar Ministerie hebben beiden tegen dit vonnis hoger beroep aangetekend. In december 2010 diende het hoger beroep in de zaak-Sneep I. Op 20 december 2010 werd Baran veroordeeld tot 7 jaar en 9 maanden gevangenisstraf. Daarnaast moet hij ook nog een boete van €150.000,- betalen, bij gebreke van betaling te vervangen door 1 jaar hechtenis. Deze uitspraak werd op 11 september 2012 door de Hoge Raad bevestigd.. Baran werd in die procedure bijgestaan door mr. Gerard Spong en mr. Jan-Hein van Dijk.
In september 2009 kwam Baran in het nieuws nadat hij een week verlof kreeg om zijn pasgeboren kind op te zoeken. Hij kwam niet terug van verlof en vluchtte naar Turkije. Het Openbaar Ministerie had tijdens zijn verlof verzocht hem weer vast te zetten, maar het gerechtshof besloot dat hij op vrije voeten mocht blijven. Minister Ernst Hirsch Ballin van Justitie reageerde geschokt op de ontsnapping van Baran.
Ondertussen was Baran ook verdachte in een tweede strafzaak. Ook in deze strafzaak ging het weer om mensenhandel maar ook om een steekpartij die in 2006 plaatsvond in Amsterdam. Op 28 oktober 2009 werd hij veroordeeld tot acht jaar cel voor een dubbele poging tot moord en een poging tot mensenhandel. Er was in die zaak zes jaar tegen hem geëist.. In hoger beroep werd die straf grotendeels ongedaan gemaakt. Het Gerechtshof Arnhem-Leeuwarden veroordeelde hem op 8 oktober 2013 vanwege de steekpartij tot 2 jaren en 8 maanden gevangenis en sprak Baran vrij van poging moord en doodslag.. Mr. Jan-Hein van Dijk stond hem ook daarin bij. 
Het vervolg op de zaak-Sneep I is de zaak-Sneep II. In deze zaak staan 14 verdachten van onder andere mensenhandel en deelneming aan een criminele organisatie terecht. Deze verdachten maakten deel uit van de bende van Saban Baran.
Op 22 februari 2010 werd bekend dat Baran in de Turkse badplaats Antalya was aangehouden door de Turkse politie op verdenking van afpersing en witwassen. Hij werd niet uitgeleverd aan de Nederlandse autoriteiten, omdat Turkije geen eigen onderdanen uitlevert . Eind juni 2010 werd bekend dat Baran zijn Turkse proces in vrijheid mocht afwachten.
Op 27 februari 2015 werd Baran door de rechter in Istanboel veroordeeld tot 7 jaar en 9 maanden gevangenisstraf. De rechter acht Baran schuldig aan 'gedwongen en gewelddadig prostitueren en het leiding geven aan georganiseerde misdaad'. De advocaten van Baran lieten weten in hoger beroep te gaan tegen de uitspraak. In november 2016 werd Baran ook in hoger beroep veroordeeld tot 7 jaar en 9 maanden gevangenisstraf.